# Реньска-Весь (гмина)
Реньска-Весь (пол. Reńska Wieś) — сельская гмина (волость) в Польше, входит как административная единица в Кендзежинско-козельский повет, Опольское воеводство. Население — 8732 человека (на 2004 год).

## Демография
| Перепись                       | Всего   | Всего | Женщины | Женщины | Мужчины | Мужчины |
| ------------------------------ | ------- | ----- | ------- | ------- | ------- | ------- |
| Единицы                        | человек | %     | человек | %       | человек | %       |
| Население                      | 8732    | 100   | 4490    | 51,4    | 4242    | 48,6    |
| Плотность населения (чел./км²) | 89,2    | 89,2  | 45,9    | 45,9    | 43,3    | 43,3    |

## Поселения
1. Быткув
2. Дембова
3. Длугомиловице
4. Гералтовице
5. Камёнка
6. Коморно
7. Ленжце
8. Мехница
9. Начиславки
10. Поборшув
11. Поченкарб
12. Покшивница
13. Радзеюв
14. Реньска-Весь
15. Венкшице

## Соседние гмины
1. Гмина Цисек
2. Гмина Глогувек
3. Кендзежин-Козле
4. Гмина Павловички
5. Гмина Польска-Церекев
6. Гмина Вальце
7. Гмина Здзешовице